# Bay Lake (sjö i Kanada, Ontario, Algoma, lat 46,43, long -82,92)
Bay Lake  är en sjö i Algoma District i provinsen Ontario i den sydöstra delen av Kanada. Bay Lake ligger 265 meter över havet. Sjön genomrinns av Moon Creek och tillhör Blind Rivers avrinningsområde.